# Giuseppe Martucci
Giuseppe Martucci (Capua, 1856. január 6. – Nápoly, 1909. június 1.) olasz zeneszerző, karmester, zenepedagógus.
A bolognai és a nápolyi konzervatórium igazgatója volt. Zeneszerzőként stílusát egyebek mellett a klasszikus zenei hagyomány tisztelete jellemzi. Karmesterként ő mutatta be Bolognában Wagner Trisztán és Izolda című operáját 1888-ban.

## Hangfelvételek
- 1. (D-minor) szimfónia, Op.75 (1888–1895) – Youtube.com, Közzététel: 2013. május 30.
- 2. (F-major) szimfónia, Op.81 (1899–1904) – Youtube.com, Közzététel: 2013. október 1.

## Kották
- Martucci, Giuseppe. International Music Score Library Project. [2019. április 10-i dátummal az eredetiből archiválva]. (Hozzáférés: 2019. május 17.)